# أسبغورن هالفورسن
أسبغورن هالفورسن (بالنرويجية البوكمول: Asbjørn Halvorsen)‏ هو لاعب كرة قدم ومدرب كرة قدم نرويجي، ولد في 3 ديسمبر 1898 في ساربسبورغ في النرويج، وتوفي في 16 يناير 1955 في نارفيك في النرويج. شارك مع منتخب النرويج لكرة القدم. أما مع النوادي، فقد لعب مع نادي هامبورغ.

## وصلات خارجية
- أسبغورن هالفورسن على موقع الاتحاد الدولي (مؤرشف)  (الإنجليزية)
- أسبغورن هالفورسن على موقع اتحاد النرويج (النرويجية)
- أسبغورن هالفورسن على موقع قاعدة بيانات كرة القدم.إي يو (الإنجليزية)
- أسبغورن هالفورسن على موقع ناشيونال فوتبول تيمز (الإنجليزية)
- أسبغورن هالفورسن على موقع عالم كرة القدم.نت (الإنجليزية)
- أسبغورن هالفورسن على موقع أوليمبيديا (الإنجليزية)